# قطعنامه شورای امنیت
| قطعنامه‌های شورای امنیت                                      |
| ----------------------------------------------------------- |
| منابع: نشست‌های شورای امنیت • UNBISnet • ویکی‌نبشته           |
| ۱ تا ۱۰۰ (۱۹۴۶–۱۹۵۳)                                        |
| ۱۰۱ تا ۲۰۰ (۱۹۵۳–۱۹۶۵)                                      |
| ۲۰۱ تا ۳۰۰ (۱۹۶۵–۱۹۷۱)                                      |
| ۳۰۱ تا ۴۰۰ (۱۹۷۱–۱۹۷۶)                                      |
| ۴۰۱ تا ۵۰۰ (۱۹۷۶–۱۹۸۲)                                      |
| ۵۰۱ تا ۶۰۰ (۱۹۸۲–۱۹۸۷)                                      |
| ۶۰۱ تا ۷۰۰ (۱۹۸۷–۱۹۹۱)                                      |
| ۷۰۱ تا ۸۰۰ (۱۹۹۱–۱۹۹۳)                                      |
| ۸۰۱ تا ۹۰۰ (۱۹۹۳–۱۹۹۴)                                      |
| ۹۰۱ تا ۱۰۰۰ (۱۹۹۴–۱۹۹۵)                                     |
| ۱۰۰۱ تا ۱۱۰۰ (۱۹۹۵–۱۹۹۷)                                    |
| ۱۱۰۱ تا ۱۲۰۰ (۱۹۹۷–۱۹۹۸)                                    |
| ۱۲۰۱ تا ۱۳۰۰ (۱۹۹۸–۲۰۰۰)                                    |
| ۱۳۰۱ تا ۱۴۰۰ (۲۰۰۰–۲۰۰۲)                                    |
| ۱۴۰۱ تا ۱۵۰۰ (۲۰۰۲–۲۰۰۳)                                    |
| ۱۵۰۱ تا ۱۶۰۰ (۲۰۰۳–۲۰۰۵)                                    |
| ۱۶۰۱ تا ۱۷۰۰ (۲۰۰۵–۲۰۰۶)                                    |
| ۱۷۰۱ تا ۱۸۰۰ (۲۰۰۶–۲۰۰۸)                                    |
| ۱۸۰۱ تا ۱۹۰۰ (۲۰۰۸–۲۰۰۹)                                    |
| ۱۹۰۱ تا ۲۰۰۰ (۲۰۰۹–۲۰۱۱)                                    |
| ۲۰۰۱ تا ۲۱۰۰ (۲۰۱۱–۲۰۱۳)                                    |
| ۲۱۰۱ تا ۲۲۰۰ (۲۰۱۳–۲۰۱۵)                                    |
| ۲۲۰۱ تا ۲۳۰۰ (۲۰۱۵–۲۰۱۶)                                    |
| ۲۳۰۱ تا ۲۴۰۰ (۲۰۱۶–۲۰۱۸)                                    |
| ۲۲۰۱ تا ۲۳۰۰ (۲۰۱۸–تاکنون)                                  |
| متن مربوطه در ویکی‌نبشته : قطعنامه‌های شورای امنیت سازمان ملل |

 قطعنامه شورای امنیت، حاصل تصمیمات شورای امنیت سازمان ملل متحد، بعد از تبادل نظر در خصوص موضوعات مورد بحث، است. برای پذیرش یک قطعنامه باید دست کم ۹ عضو از پانزده عضو شورای امنیت به آن رأی مثبت دهند و هیچ‌یک از اعضای دائم به آن رأی مخالف ندهند.

## ۱ تا ۵۰۰

### ۱ تا ۱۰۰
- قطعنامه ۱ شورای امنیت در مورد تشکیل کمیته ستاد نظامی
- قطعنامه ۸۵ شورای امنیت در مورد کمک به جمهوری کره برای دفاع در برابر حمله مسلحانه

### ۱۰۱ تا ۲۰۰
- قطعنامه ۱۸۱ موسوم به «طرح تقسیم». در مورد تقسیم سرزمین فلسطین میان فلسطینیان و مهاجران یهودی.

### ۲۰۱ تا ۳۰۰
- قطعنامه ۲۴۲ شورای امنیت در مورد عقب‌نشینی اسرائیل از سرزمین‌های اشغالی در جریان جنگ یوم کیپور

### ۳۰۱ تا ۴۰۰
- قطعنامه ۳۳۸ شورای امنیت در مورد آتش‌بس در جنگ یوم کیپور و اجرای قطعنامه ۲۴۲

### ۴۰۱ تا ۵۰۰
- قطعنامه ۴۲۵ شورای امنیت در مورد حضور نیروهای یونیفل در لبنان
- قطعنامه ۴۴۶ شورای امنیت در مورد ساخت و سازهای اسرائیل در مناطق اشغالی در جنگ شش روزه
- قطعنامه ۴۷۸ شورای امنیت در مورد وضعیت اداره شهر بیت المقدس (اورشلیم)

## ۵۰۱ تا ۱۰۰۰
- قطعنامه ۵۹۸ شورای امنیت در مورد جنگ ایران و عراق
- قطعنامه ۶۶۰ شورای امنیت در مورد حمله عراق به کویت در سال ۱۹۹۰
- قطعنامه ۶۷۸ شورای امنیت در مورد اجازه به اعضا در استفاده از امکانات لازم برای اجرای قطعنامه ۶۶۰
- قطعنامه ۶۸۷ شورای امنیت در مورد الزام رژیم بعث عراق برای انهدام بی قید و شرط سلاح‌های شیمیایی، بیولوژیک و موشک‌های بالستیک با بُرد بیش از ۱۵۰ کیلومتر
- قطعنامه ۷۹۴ شورای امنیت در مورد حضور صلح‌بانان سازمان ملل متحد (UNITAF) در سومالی
- قطعنامه ۹۷۸ شورای امنیت در مورد تشکیل دادگاه بین‌المللی جنایی شورای امنیت در مورد روآندا
- قطعنامه ۹۹۵ شورای امنیت در مورد تشکیل دادگاه بین‌المللی جنایی شورای امنیت در مورد روآندا

## ۱۰۰۱ تا ۱۵۰۰
- قطعنامه ۱۱۶۵ شورای امنیت در مورد تشکیل دادگاه بین‌المللی جنایی شورای امنیت در مورد روآندا
- قطعنامه ۱۳۸۶ شورای امنیت تأسیس نیروهای بین‌المللی در جهت کمک به صلح در افغانستان
- قطعنامه ۱۴۲۲ شورای امنیت در مورد دادگاه بین‌المللی جنایی
- قطعنامه ۱۴۴۱ شورای امنیت در مورد وجود سلاح‌های کشتار جمعی و موشک‌های میان برد و دور برد رژیم بعث عراق

## ۱۵۰۱ تا ۲۰۰۰
- قطعنامه ۱۵۴۶ شورای امنیت در مورد روند دولت سازی و دموکراسی در عراق
- قطعنامه ۱۵۵۹ شورای امنیت در مورد عقب‌نشینی ارتش سوریه از لبنان و خلع سلاح حزب‌الله
- قطعنامه ۱۵۶۴ شورای امنیت در مورد ناآرامی‌های دارفور در سودان
- قطعنامه ۱۵۶۶ شورای امنیت در مورد پیمان ضدتروریسم
- قطعنامه ۱۷۰۱ شورای امنیت در مورد صلح بین لبنان و اسرائیل
- قطعنامه ۱۷۱۸ شورای امنیت در مورد آزمایش هسته‌ای کره شمالی
- قطعنامه ۱۷۳۷ شورای امنیت در مورد برنامه هسته‌ای ایران
- قطعنامه ۱۷۴۷ شورای امنیت در مورد برنامه هسته‌ای ایران
- قطعنامه ۱۸۰۳ شورای امنیت در مورد برنامه هسته‌ای ایران
- قطعنامه ۱۳۷۳ شورای امنیت در مورد پیمان ضدتروریسم

## ۲۰۰۱ تا ۲۵۰۰
- قطعنامه ۲۰۱۸ شورای امنیت
- قطعنامه ۲۲۳۱ شورای امنیت در مورد لغو تحریم‌های ایران در اثر توافق برجام
- قطعنامه ۲۲۱۶ شورای امنیت در مورد جنگ داخلی یمن
- قطعنامه ۲۰۹۵ شورای امنیت
- قطعنامه ۲۲۳۵ شورای امنیت در مورد حملات شیمیایی در سوریه
- قطعنامه ۲۳۷۰ شورای امنیت مصوب ۲ اوت ۲۰۱۷ برای ممانعت از دسترسی تسلیحات به گروه‌های تروریستی
- قطعنامه ۲۳۷۱ شورای امنیت مصوب ۵ اوت ۲۰۱۷ بمنظور تقویت تحریم‌های کره شمالی به دلیل آزمایش موشک‌های بالستیک